# 猪爪尚紀
猪爪 尚紀（いのつめ なおき、1981年12月27日 - ）は、日本の俳優。東京都出身。身長174 cm。所属事務所は楽映舎walaU。日本大学藝術学部映画学科卒業。劇団ブルドッキングヘッドロック所属。

## 人物・略歴
日本大学藝術学部映画学科在学中、劇団ブルドッキングヘッドロックに入団。以降、CM、映画、ドラマ、舞台を中心に活動
趣味はテニス、野球、ゴルフ、居合、殺陣、ボクシング、ゴルフ、映像編集。

## 出演

### ドラマ
- セレブと貧乏太郎 - （2008年10月 - 12月、フジテレビ）- ラブ アリス社員 役
- 風のガーデン - （2008年10月 - 12月、フジテレビ） - 医師 役
- Room Of King 第2話 - （2008年10月11日、フジテレビ）-  ゲスト出演
- 仮面ライダードライブ 第35話 -（2015年6月28日、テレビ朝日）） - 特殊部隊隊長 ロイミュード 役
- 金曜ナイトドラマ グ・ラ・メ！〜総理の料理番〜 - （2016年7月 - 9月、テレビ朝日）-  官邸大食堂料理人 役
- やすらぎの郷 第81話 -（2017年7月24日、テレビ朝日） - 警備員 役
- 真夜中ドラマ 逃亡花 第7話 -（2018年6月3日、BSジャパン） - 刑事 役
- 刑事７人 シーズン４ 第2話 - （2018年7月18日、テレビ朝日） - 巡査 役
- 孤高のメス 連続ドラマW 第9話-（2019年1月-3月、WOWOW） - 記者 役
- ドクターX～外科医・大門未知子～ テレビ朝日開局60周年記念 第9話-（2019年12月12日、テレビ朝日） - ボーヤ 役
- ランチ合コン探偵 ～恋とグルメと謎解きと～ 第2話 - （2020年1月16日、日本テレビ） - 雑誌編集者 役
- 剣樹抄〜光圀公と俺〜 第5話（2021年11月5日 - 12月24日、NHK BSプレミアム） - 番頭 役
- 僕の姉ちゃん -  （2021年9月24日、Amazon Prime Video、2022年7月28日 - 9月29日、テレビ東京） - ちはるの同僚 役
- 六本木クラス  - 第12話（2022年9月22日、テレビ朝日） - 司会者 役
- 大河ドラマが生まれた日  （NHK総合テレビジョン 2023年2月4日）- 社員 役

### 映画
- 踊る大捜査線 THE MOVIE3 ヤツらを解放せよ!（2010年） -  小池の部下 役
- ゴースト もういちど抱きしめたい（2010年） - 社員 役
- 神様のカルテ（2011年） - メッセンジャー 役
- イヤータグ（2011年） - 若者 役[4]
- 彩～aja （2012年） 2012モナコ国際映画祭 最優秀オリジナルストーリー賞・最優秀撮影監督賞・最優秀オリジナル音楽賞・最優秀新人俳優賞 - 蒼 役
- 東京戯曲 （2014年） - 清盛 役[5]
- 消えない虹 （2022年） - 香川 晃 役（主演）

### 舞台
劇団ブルドッキングヘッドロック公演作品
- 「見知らぬ骨1、2個」 （2003年）
- 「花びら＊黄金のカーテン」 （2004年）
- 「虎」 （2005年）
- 「スパイシージュースHOT」 （2005年）
- 「サクセスの空」 （2005年）
- 「とぐろ」 （2007年）
- 「不確かな怪物」 （2007年）
- 「役に立たないオマエ」（2008年）
- 「黒いインクの輝き」 （2010年）
- 「嫌な世界」 （2010年）
- 「スケベの話」 （2012年）
- 「少し静かに」 （2013年）
- 「青空と複雑」 （2014年）
- 「1995」 （2015年）
- 「バカシティ」 （2016年）
- 「田園にくちづけ」（2017年）
- 「舞台 Home」（2022年3月17日〜3月21日) 会場 浅草花劇場 - 山郷蒼太 役
- 「素敵なカミングアウト」（2022年5月17日～5月22日）会場 六行会ホール - 苫米地道彦 役
- 「セブンスヒーロー」（2024年5月16日～5月19日）会場 博品館劇場  - 羽熊 役

### CM
- トレハロース 「ストリートミュージシャン」篇（2009年 - ）
- VISA 「ハッピートラベラー」篇（2011年 - ）
- 三菱地所グループ  「三菱地所を見に行こう」 「広がり篇」（2012年 - ）
- 小林製薬 「スピードブレスケア」 「逆面接篇」（2018年 - ）※webCM
- RENOCY （2024年）web広告

### ボイスドラマ
- お國 -オクニ- （2022年）NUMA - 中田課長 役

### PV・MV
- ASH DA HERO「Everything」（2016年）short film - 主演

## 制作

### テニス指導
- ベイビーステップ（2016年、Amazonプライム・ビデオ）
- 痛快TVスカッとジャパン イヤミ課長〜テニスで査定課長〜（2017年7月3日、フジテレビ）
- トレース〜科捜研の男〜（2019年3月11日、フジテレビ）